# ایوان اسمولچیچ
ایوان اسمولچیچ (انگلیسی: Ivan Smolčić؛ زادهٔ ۱۷ اوت ۲۰۰۰) بازیکن فوتبال اهل کرواسی است که در حال حاضر برای کومو در پست مدافع بازی می‌کند.
وی همچنین در تیم ملی فوتبال زیر ۲۱ سال کرواسی بازی کرده است.

## زندگی شخصی
ایوان دارای یک برادر دوقلو به نام هروویه است که او نیز بازیکن حرفه‌ای فوتبال است. این دو برادر در سال ۲۰۱۴ به‌طور مشترک به آکادمی باشگاه فوتبال رییکا پیوستند.

## دوران باشگاهی
پس از بازی در تیم‌های پایهٔ باشگاه فوتبال رییکا، اسمولچیچ در ۱۳ آوریل ۲۰۱۹ نخستین بازی حرفه‌ای خود را برای تیم اصلی این باشگاه انجام داد؛ زمانی که به‌عنوان بازیکن تعویضی در پیروزی ۷–۰ برابر باشگاه فوتبال اینتر زاپرشیچ وارد زمین شد. در سه فصل بعد، او به‌صورت قرضی به باشگاه‌های اورینت و هرواتسکی دراگوولیاک منتقل شد. در تابستان ۲۰۲۲، او به رییکا بازگشت و به‌زودی به‌عنوان بازیکن ثابت در ترکیب اصلی تثبیت شد.
در ۳ فوریه ۲۰۲۵، اسمولچیچ قراردادی چهار ساله با باشگاه فوتبال کومو در ایتالیا امضا کرد.

## دوران ملی
در نوامبر ۲۰۲۲، اسمولچیچ دو بار برای تیم ملی زیر ۲۱ سال کرواسی به میدان رفت.